# 馬爾代夫島彎線䲁
馬爾代夫島彎線䲁（學名：Helcogramma maldivensis），為輻鰭魚綱䲁形目三鰭䲁科彎線䲁屬的一個種，由Ronald Fricke和John E. Randall於1992年描述，分布於西印度洋馬爾地夫海域，為特有種，深度0至10公尺，本魚體型小呈圓柱狀，吻部短，側面鈍，上頜向後延伸至眼前緣下方，上下頜齒細而密，頸、腹、第1背鰭及前臀鰭基部無鱗，尾鰭基部有2排鱗，雄魚全身呈紅色，頭部有藍色圓點和條紋，身體前部有條紋，腹面呈淺灰色，鰭有色素；雌魚顏色較淺，無斑點和條紋，腹部白色，鰭半透明，第二鰭高度是第一鰭的兩倍，背鰭硬棘15-17枚、背鰭軟條9-11枚、臀鰭硬棘1枚、臀鰭軟條17-21枚，體長可達2.8公分，棲息在珊瑚礁淺水域，以藻類為食，雌魚產附著性卵在藻類築的巢，雄魚會守護卵，幼魚為浮游性，生活習性不明。